# Christmas in the Heart
Christmas in the Heart är ett julalbum av Bob Dylan, släppt 2009. Albumet innehåller endast gamla traditionella julsånger, och intäkterna går till välgörenhetsprogrammen Feeding America, Crisis UK och Världslivsmedelsprogrammet.  På albumet medverkar inte bara Bob Dylan utan även David Hidalgo från Los Lobos och även Phil Upchurch. Albumet är inspelat i en studio i Santa Monica, ägd av musikern Jackson Browne. Skivan är ovanlig i den mening att den innefattar en låt framförd av Bob Dylan sjungandes på latin.

## Låtlista
Alla låtar är traditionella julsånger om inget annat anges.
| Nr  | Titel                                                           | Längd |
| --- | --------------------------------------------------------------- | ----- |
| 1.  | Here Comes Santa Claus                                          | 2:35  |
| 2.  | Do You Hear What I Hear                                         | 3:02  |
| 3.  | Winter Wonderland                                               | 1:52  |
| 4.  | Hark the Herald Angels Sing (trad. arr. Bob Dylan)              | 2:30  |
| 5.  | I'll Be Home For Christmas                                      | 2:54  |
| 6.  | Little Drummer Boy                                              | 2:52  |
| 7.  | The Christmas Blues                                             | 2:54  |
| 8.  | O' Come All Ye Faithful (Adeste Fideles) (trad. arr. Bob Dylan) | 2:48  |
| 9.  | Have Yourself a Merry Little Christmas                          | 4:06  |
| 10. | Must Be Santa                                                   | 2:48  |
| 11. | Silver Bells                                                    | 2:35  |
| 12. | The First Noel" (trad. arr. Bob Dylan)                          | 2:30  |
| 13. | Christmas Island                                                | 2:27  |
| 14. | The Christmas Song                                              | 3:56  |
| 15. | O Little Town of Bethlehem (trad. arr. Bob Dylan)               | 2:17  |

### Fotnoter
1. ↑  ”CAFAmerica to distribute royalities from Bob Dylan's Christmas album to Crisis”. UK Fundraising. 14 december 2009. http://www.fundraising.co.uk/news/2009/12/14/cafamerica-distribute-royalities-bob-dylan039s-christmas-album-crisis. Läst 19 december 2009.